# Matveï Kouzmine
 (juin 2021).
Si vous disposez d'ouvrages ou d'articles de référence ou si vous connaissez des sites web de qualité traitant du thème abordé ici, merci de compléter l'article en donnant les références utiles à sa vérifiabilité et en les liant à la section « Notes et références ».
Pour les articles homonymes, voir Kouzmine.
Matveï Kouzmitch Kouzmine  (en russe : Матвей Кузьмич Кузьмин), né le 3 août 1858 dans le gouvernement de Pskov et mort le 14 février 1942, est un paysan russe qui est mort lors de la Seconde Guerre mondiale.

## Biographie
Vivant dans une région occupée par l'Allemagne nazie, Kouzmine se voit proposer par un commandant allemand une arme, de l'argent et de l'essence pour qu'il guide des soldats vers un camp soviétique. Il accepte, tout en envoyant son petit-fils prévenir l'Armée rouge. Une embuscade est montée et le commandant allemand comprenant le mensonge, tue Kouzmine.

## Postérité
Son histoire est reprise dans un article de Boris Polevoï dans la Pravda, puis par un livre du même auteur.
Comparé à Ivan Soussanine, en 1965, il est fait Héros de l'Union soviétique à titre posthume et, avec 83 ans lors de sa mort, il est la personne la plus âgée décorée de cet honneur.